# 因式分解

多项式可因式分解成，其中：。

因式分解，在这里是指多項式因式分解，在數學中一般理解為把一個多項式分解為兩個或多個的因式的過程。在這個過後會得出一堆較原式簡單的多項式的積。例如单元多項式{\displaystyle x^{2}-1^{2}}可被因式分解為{\displaystyle \left(x+1\right)\left(x-1\right)}。又如二元多項式{\displaystyle x^{2}-y^{2}}因式分解為{\displaystyle \left(x+y\right)\left(x-y\right)}。如果我们允许多項式系数从整数扩大到複整數，那么{\displaystyle x^{2}+1^{2}}可被因式分解為{\displaystyle \left(x+i\right)\left(x-i\right)}。通常分解获得的每个因式要是不可约多项式（irreducible）。也就是不能再分解了。

## 定义
数域{\displaystyle P}上每个高于一次的多项式{\displaystyle f(x)}都可以分解为该数域P上的多个不可约多项式{\displaystyle p_{i}(x)}的乘积，为因式分解。
在复数域上，每个不可约多项式都是一次的，因此高于一次的复系数多项式，都可以唯一地分解为多个一次式之积。
在实数域上，不可约的多项式都是一次或二次的，因此高于一次的实系数多项式，都可以唯一地分解为一次、二次多项式之积。
在有理数域上，不可约多项式可以有任何次。例如，在有理数范围内，当{\displaystyle n}为正整数时，关于{\displaystyle x}的多项式{\displaystyle x^{n}+2}无法再分解。

## 因式分解定理
数域F上每个次数{\displaystyle \geq 1}的多项式{\displaystyle f(x)}都可以分解成数域F上一些不可约多项式的乘积，并是唯一的，即如果有两个分解式
{\displaystyle f(x)=p_{1}(x)p_{2}(x)p_{3}(x)\cdots p_{s}(x)=q_{1}(x)q_{2}(x)\cdots q_{t}(x)}
其中{\displaystyle p_{i}(x)(i=1,2,\cdots ,s)}和{\displaystyle q_{j}(x)(j=1,2,\cdots ,t)}都是数域F上的不可约多项式，那么必有{\displaystyle s=t}，而且可以适当排列因式的次序，使得
{\displaystyle p_{i}(x)=c_{i}q_{i}(x)(i=1,2,\cdots ,s)},其中{\displaystyle c_{i}(i=1,2,\cdots ,s)}是一些非零常数

## 分解方法

### 公因式分解(抽)
原则：
1. 分解必須要彻底（即分解後之因式均不能再做分解）
2. 結果最後只留下小括號
3. 結果的多項式首項為正。

在一個公式內把其公因子抽出，例子：
- {\displaystyle 7a+98ab}
  - 其中，{\displaystyle 7a}是公因子。因此，因式分解後得到的答案是：{\displaystyle 7a(1+14b)}
- {\displaystyle 51a^{4}b^{7}+24a^{3}b^{2}+75a^{5}b^{5}}
  - 其中，{\displaystyle 3a^{3}b^{2}}是公因子。因此，因式分解後得到的答案是：{\displaystyle 3a^{3}b^{2}(17ab^{5}+25a^{2}b^{3}+8)}

### 公式法
兩個立方數之和
{\displaystyle a^{3}+b^{3}=(a+b)(a^{2}-ab+b^{2})}
兩個立方數之差
{\displaystyle a^{3}-b^{3}=(a-b)(a^{2}+ab+b^{2})}
兩個n次方數之差
{\displaystyle a^{n}-b^{n}=(a-b)(a^{n-1}+a^{n-2}b+......+b^{n-1})}
兩個奇數次方數之和
{\displaystyle a^{n}+b^{n}=(a+b)(a^{n-1}-a^{n-2}b+......+b^{n-1})}

### 分组分解法
透過公式重組，然後再抽出公因數，例子：
{\displaystyle {\begin{aligned}&3a^{2}b-5y+12a^{3}b^{2}-20aby\\=&(3a^{2}b+12a^{3}b^{2})-(5y+20aby)\\=&3a^{2}b(1+4ab)-5y(1+4ab)\\=&(1+4ab)(3a^{2}b-5y)\end{aligned}}}
{\displaystyle {\begin{aligned}&15n^{2}+2m-3n-10mn\\=&(15n^{2}-3n)+(2m-10mn)\\=&3n(5n-1)+2m(1-5n)\\=&3n(5n-1)-2m(5n-1)=&(5n-1)(3n-2m)\end{aligned}}}

### 拆添项法
透過添項然後減掉，然後再抽出公因數，例子：
{\displaystyle {\begin{aligned}&x^{4}+x^{2}+1\\=&x^{4}+x^{2}+x^{2}-x^{2}+1\\=&x^{4}+2x^{2}-x^{2}+1\\=&x^{4}+2x^{2}+1-x^{2}\\=&\left(x^{2}+1\right)^{2}-x^{2}\\=&\left(x^{2}+1-x\right)\left(x^{2}+1+x\right)\\=&\left(x^{2}-x+1\right)\left(x^{2}+x+1\right)\end{aligned}}}
或者透過分裂某項，然後再抽出公因數，例子：
{\displaystyle x^{3}-7x+6}
其中，{\displaystyle -7x}可以被拆成{\displaystyle -x}和{\displaystyle -6x}。所以，{\displaystyle x^{3}-7x+6}可以被寫成{\displaystyle x^{3}-x-6x+6}。因此，
{\displaystyle {\begin{aligned}&x^{3}-7x+6\\=&x^{3}-x-6x+6\\=&\left(x^{3}-x\right)-\left(6x-6\right)\\=&x\left(x^{2}-1\right)-6\left(x-1\right)\\=&x\left(x+1\right)\left(x-1\right)-6\left(x-1\right)\\=&\left[x\left(x+1\right)-6\right]\left(x-1\right)\\=&\left(x^{2}+x-6\right)\left(x-1\right)\end{aligned}}}
其中，{\displaystyle +x}可以被拆成{\displaystyle +3x}和{\displaystyle -2x}。所以，{\displaystyle x^{2}+x-6}可以被寫成{\displaystyle x^{2}+3x-2x-6}。因此，
{\displaystyle {\begin{aligned}&\left(x^{2}+x-6\right)\left(x-1\right)\\=&\left(x^{2}+3x-2x-6\right)\left(x-1\right)\\=&\left[\left(x^{2}+3x\right)-\left(2x+6\right)\right]\left(x-1\right)\\=&\left(x\left(x+3\right)-2\left(x+3\right)\right)\left(x-1\right)\\=&\left(x-2\right)\left(x+3\right)\left(x-1\right)\\=&\left(x-1\right)\left(x-2\right)\left(x+3\right)\end{aligned}}}

### 十字交乘法
十字交乘法（cross method），也叫做十字相乘法。它实際上就是前述拆添項法的一個變形，只不過用十字形矩陣來表示。

## 一次因式檢驗法
一個整係數的一元多項式{\displaystyle a_{n}x^{n}+a_{n-1}x^{n-1}+......a_{1}x+a_{0}}，假如它有整係數因式{\displaystyle px+q}，且p,q互質，則以下兩條必成立：（逆敘述並不真）
- {\displaystyle p|a_{n}}
- {\displaystyle q|a_{0}}

不過反過來說，即使當{\displaystyle p|a_{n}}和{\displaystyle q|a_{0}}都成立時，整係數多項式{\displaystyle px+q}也不一定是整係數多項式{\displaystyle a_{n}x^{n}+a_{n-1}x^{n-1}+......a_{1}x+a_{0}}的因式
另外一個看法是：
一個整係數的ｎ次多項式{\displaystyle a_{n}x^{n}+a_{n-1}x^{n-1}+......a_{1}x+a_{0}}，若{\displaystyle px-q}是f(x)之因式，且p,q互質，則：（逆敘述並不真）
- {\displaystyle p-q|f(1)}
- {\displaystyle p+q|f(-1)}

## 延伸閱讀
- Burnside, William Snow; Panton, Arthur William (1960) [1912], The Theory of Equations with an introduction to the theory of binary algebraic forms (Volume one), Dover
- Dickson, Leonard Eugene (1922), First Course in the Theory of Equations, New York: John Wiley & Sons
- Fite, William Benjamin (1921), College Algebra (Revised), Boston: D. C. Heath & Co.
- Klein, Felix (1925), Elementary Mathematics from an Advanced Standpoint; Arithmetic, Algebra, Analysis, Dover
- Selby, Samuel M., CRC Standard Mathematical Tables (18th ed.), The Chemical Rubber Co

1. ↑   (PDF). 清华大学出版社.   [2025-01-04]. （原始内容存档 (PDF)于2024-01-14）.